# تیپ ۶۵ نوهد
تیپ ۶۵ نیروهای ویژه هوابرد (اختصاری نوهد N.O.H.E.D FORCE) یا تیپ ۶۵ نوهد معروف به کلاه‌سبزهای ارتش ایران یکی از ۹ یگان تکاور نیروی دریایی ایران و زبده‌ترین نیروی ویژه ارتش جمهوری اسلامی ایران است، که پیشینه شکل‌گیری آن به سال ۱۳۴۹ و تأسیس تیپ ۲۳ نیروهای ویژه هوابرد توسط سرلشکر خلبان منوچهر خسروداد بازمی‌گردد. این یگان در خلال جنگ ایران و عراق از یگان‌های نیروی دریایی ارتش بود و در عملیات‌های بیت‌المقدس و کربلای ۵ شرکت داشت.
تیپ ۶۵ نوهد در سال ۱۳۷۱ از لشکر ۲۳ تکاور مجزا شد و به‌طور رسمی تأسیس گردید. مأموریت اصلی این تیپ جنگ ناهمتراز تعریف شده‌است. محل استقرار تیپ ۶۵ نوهد در افسریه شرق تهران، مسلط بر مسیر شرقی جاده سمنان و مسیر شمال‌شرقی جاده شمال می‌باشد.

## تاریخچه

### نیروی زمینی شاهنشاهی
نخستین تلاش‌ها برای شکل‌دهی نیروهای مخصوص در ارتش شاهنشاهی ایران به سال ۱۳۳۲ بازمی‌گردد. در این سال ۱۰ نفر از کارکنان نیروی زمینی شاهنشاهی برای طی دوره چتربازی به کشور فرانسه و ۲ سال بعد در بازگشت به کشور، واحد چتربازی را پایه‌گذاری کردند. این واحد در سال ۱۳۳۸ به گردان چتربازی ارتقاء یافت. در همان سال تیپ ویژه هوابرد با شماره ۲۳ به نام «تیپ ۲۳ نیروهای ویژه» در قالب ۵ گردان عملیاتی، یک گردان پشتیبانی، یک دسته مخابرات، گروهان قرارگاه و آموزشگاه جنگ‌های نامنظم تشکیل شد. این یگان در سال ۱۳۴۹ به «تیپ ۲۳ نیروهای ویژه هوابرد» تغییر نام یافت و یک سال پس از آن، دو یگان دیگر به نام‌های «رهایی گروگان» و گروهان «عملیات روانی» نیز به ساختار تیپ ۲۳ اضافه شد. مقر اصلی این تیپ در پادگان نظامی باغ‌شاه (پادگان حر) قرار داشت.

### بعد از انقلاب ۱۳۵۷
پس از وقوع انقلاب، تصمیم فرماندهان ارتش بر حفظ این یگان و محول کردن مأموریت‌های خاص و ویژه به آن بود، بنابراین در درگیری‌های خوزستان، سیستان و بلوچستان و کردستان که در اوایل انقلاب ایران بسیار شایع بود، به‌طور فراگیر از این نیروها استفاده شد. پس از افشای طرح کودتای نوژه که بر طبق اعترافات عاملان آن قرار بود تعداد قابل توجهی از نیروهای این تیپ نیز در تهران وارد عمل شده و کنترل نقاط حساس را در اختیار بگیرند، حسن روحانی، نماینده وقت مجلس شورای اسلامی، در جلسه مورخ ۲۳ تیر ۱۳۵۹ درخواست انحلال این یگان را مطرح می‌کند که این امر با مخالفت مصطفی چمران، وزیر دفاع وقت مواجه شد.

### جنگ ایران و عراق
با شروع جنگ ایران و عراق نیاز به ارتقای اندازه این یگان به لشکر احساس شد، بنابراین لشکر ۲۳ تکاور تشکیل و مأموریت‌های مختلفی توسط این لشکر در طول جنگ ایران و عراق انجام گرفت، از جمله حضور تیپ ۶۵ این لشکر در عملیات بیت‌المقدس و عملیات کربلای ۵.
نیروهای نوهد در جنگ‌های چریکی و برون مرزی فعالیت داشتند. عملیات‌های تیپ نوهد بیشتر در خاک عراق انجام می‌شد، ولی در نبردهای کلاسیک نیز حضور داشتند. این یگان در این دوره درگیری‌های بسیاری با سازمان مجاهدین خلق و حزب کومله در کردستان داشت. تیپ نوهد در کردستان و منطقه جنوب با مصطفی چمران عملیات‌های بسیاری انجام داد.
پس از پایان جنگ، نیاز به حضور یک یگان نیروی ویژه در کشور ایران احساس شد، بنابراین با دستور فرمانده کل قوا در سال ۱۳۷۰ تیپ ۶۵ (سومین تیپ از لشکر تکاور مشتمل به ۳ گردان ۷۴۵، ۷۴۸ و ۱۵۴) از لشکر ۲۳ تکاور جدا شد و به صورت یک تیپ مستقل درآمد. پس از جدایی، عنوان «تیپ ۶۵ نیروهای ویژه هوابرد» برای آن انتخاب شد و از سال ۱۳۷۱ فعالیت تخصصی خود را آغاز کرد. در همان زمان رنگ رسمی کلاه لباس سربازان، سبز انتخاب شد؛ که موجب شد این یگان در ارتش ایران «کلاه سبزها» لقب بگیرد. امروزه اغلب عملیات‌های این تیپ محرمانه است.

### مانور تهران
علی صیاد شیرازی با توجه به مأموریت‌های حساس نیروهای ویژه و عمدتاً برون مرزی تیپ ۶۵، پیشنهاد برگزاری یک مانور شهری را مطرح کرد، تا هم نتیجه آموزش‌های جدید این تیپ مشخص شود و هم توانایی نیروهای مخصوص این تیپ که پس از پایان جنگ در هیچ رزمایشی شرکت نکرده بود، محک زده شود، لذا در سال ۱۳۷۱ بنا بر تدابیر صیاد شیرازی چند نقطه در شهر تهران به عنوان اهداف این مانور تعیین شد و نیرو مخصوص‌های این تیپ موظف شدند تا بدون در اختیار داشتن هرگونه سلاحی، اهداف از پیش تعیین شده در تهران را در زمان مشخصی تسخیر کنند.
اهداف در نظر گرفته شده همچون برخی کلانتری‌ها، پاسگاه‌ها، تعدای از ادارات، بعضی از پادگان‌ها و حتی سازمان رادیو و تلویزیون آن زمان، که جزو اهداف از پیش تعیین شده بودند، به گونه‌ای انتخاب شده بودند که هم از حساسیت بالایی برخوردار بودند و هم در مواردی ورود به آن‌ها غیرممکن به نظر می‌رسید. این در حالی بود که در این مانور نیروهای شهری موظف شده بودند که از این محل‌ها در برابر هر نیروی متخاصمی، در طول برگزاری مانور به شدت محافظت کنند، که نیروهای مخصوص تیپ ۶۵ نوهد موفق شدند اهداف از پیش تعیین شده را در مدت زمانی کمتر از زمان تعیین شده به تسخیر خود درآورند. یکی از نقاط قوت نیرو مخصوص‌های تیپ ۶۵ در این مانور آموزش ویژه‌ای بود که به همت صیاد شیرازی و دیگر فرماندهان این تیپ، برای آن‌ها طراحی شده بود و این نیروهای مخصوص برای هرگونه نفوذ از بین بردن و تسخیر اهداف خود در عملیات‌های برون مرزی، از آن بهره‌مند بودند؛ آموزش‌هایی که طی آن نیروهای مخصوص این تیپ با لباس بومی هر منطقه و با لهجه و زبان خاص آن در پوششی از نیروهای محلی به اهداف مورد نظر، نفوذ کنند.

### آموزش به نیروهای مسلح
اصغر نوری جمشیدی و غلام خلیلی به همراه تعدادی دیگر از نیرو مخصوص‌های نوهد، دوره‌های اصلی و اولیه نیروی مخصوص را برای تعدادی از یگان‌های سپاه پاسداران برگزار کرد و آموزش‌های لازم را در پادگان حر که مقر سابق لشکر ۲۳ نوهد بود، به آن‌ها انتقال داد. به دلیل گروگان‌گیری‌ها در شهر، تیپ نوهد به شکل‌گیری واحد رهایی گروگان در نیروی انتظامی آموزش و کمک بسیاری انجام داد تا در سال ۱۳۷۴ یگان نوپو به شکل منسجم‌تری درآمد که کمیته بازنشستگان تیپ ۶۵ نوهد نیز در آموزش این نیروها، کمک بسیاری در ابتدای امر داشتند.

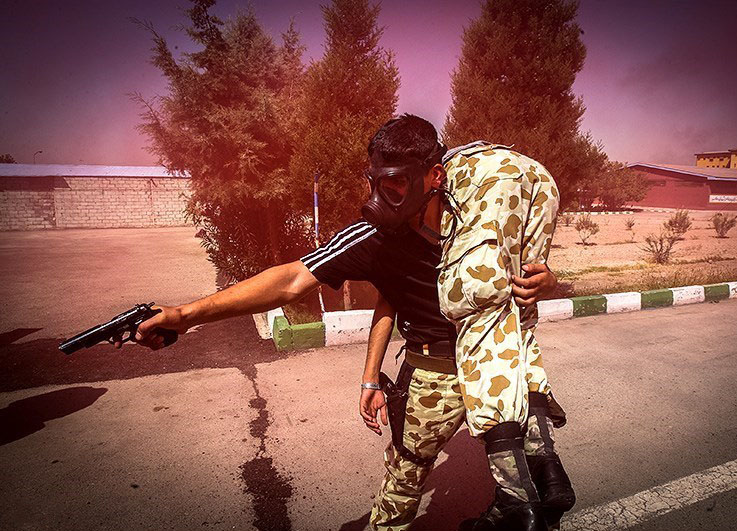
مانور عملیات رهایی گروگان تیپ ۶۵ نوهد

### اعزام به خلیج عدن
عطاءالله صالحی، فرمانده وقت ارتش برخی از کماندوهای تیپ نوهد را به خلیج عدن اعزام کرد، تا در عملیات‌های نیروی دریایی ارتش حضور مستقیم داشته باشند.

### رهایی گروگان
با افزایش گروگان‌گیری‌ها در جهان نیاز به تشکیل تیم رهایی گروگان در نیروهای مسلح ایران احساس شد. در ایران نیز ابتدا این مأموریت به ارتش و تیپ ۶۵ نیروی ویژه هوابرد واگذار شد. آموزش‌های دوره رهایی گروگان ۱۸ ماه طول می‌کشد. بعد از اتمام تمامی دوره‌ها در تیپ ۶۵ فرد با آموزش دوره رهایی گروگان عضو یک واحد از تیم رهایی گروگان می‌شود.

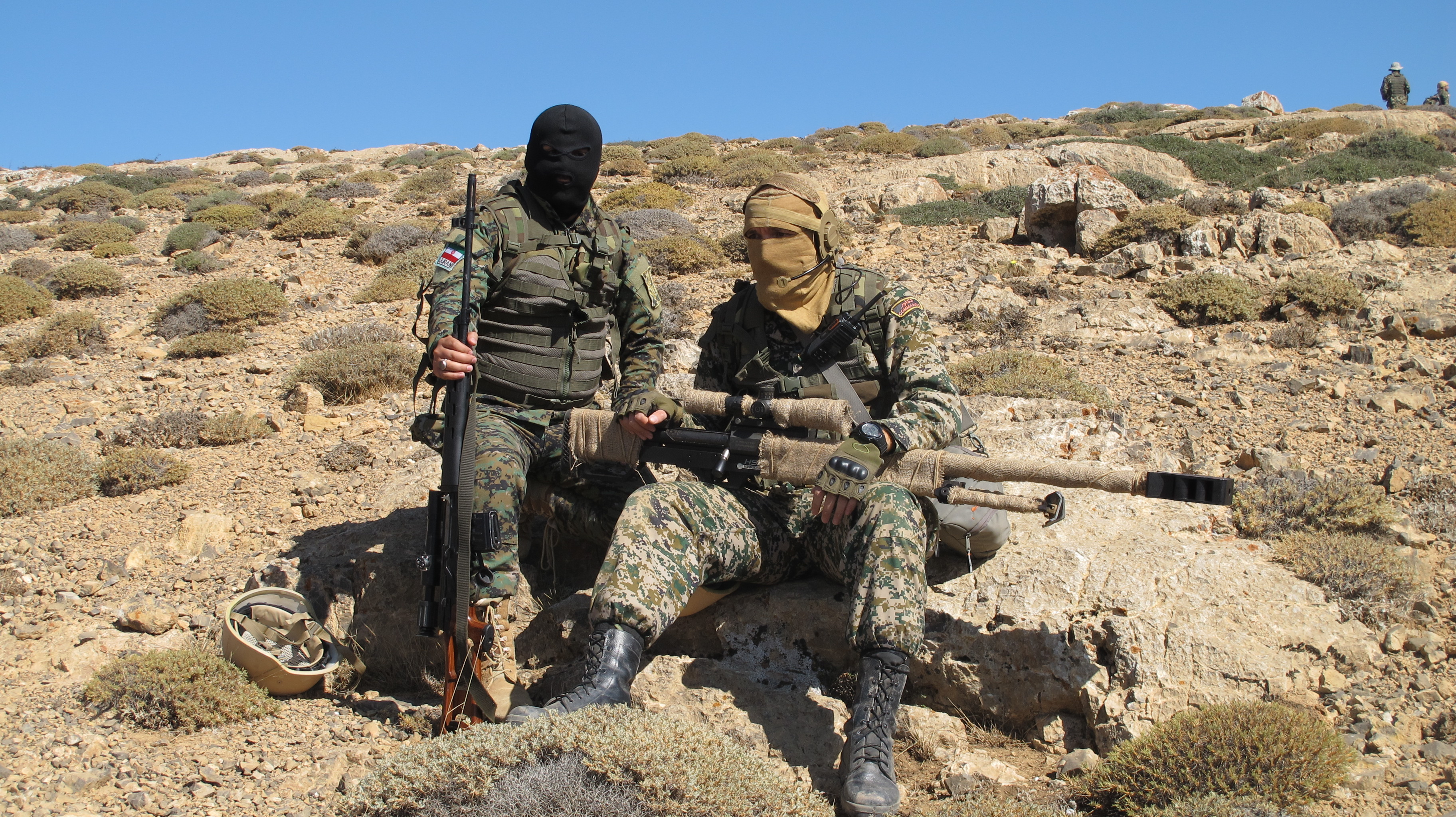
نیروهای تیپ ۶۵ نوهد ارتش

### جنگ داخلی سوریه
علی آراسته، معاون هماهنگ‌کننده نیروی زمینی ارتش با اشاره به حضور مستشاری نیروی زمینی ارتش به خصوص تیپ ۶۵ به سوریه اظهار داشت: 
تیپ ۶۵ جزئی از نیروی زمینی ارتش است و ما از تیپ ۶۵ و هم یگان‌های دیگر به عنوان مستشار به سوریه نیرو اعزام می‌کنیم و این اعزام مختص تیپ ۶۵ تکاوری نیست و الان در آنجا مستشاران تیپ ۶۵ حضور دارند.